# Robert Hải
Robert Hải tên thật là Trần Hữu Hải, sinh năm 1940 tại Hải Phòng - mất 26 tháng 9 năm 2000, là một diễn viên điện ảnh nổi danh với các vai phản diện trong thời kỳ đầu của điện ảnh Việt Nam. Ông đặc biệt ấn tượng với người xem bởi ngoại hình đẹp, vạm vỡ của một người ngoại quốc cùng cách lột tả cái ác đầy tự nhiên và được đánh giá là rất nhiệt tình trong diễn xuất bất kể vai diễn.

## Xuất thân
Năm sinh của Robert Hải không được thống nhất, có thể là năm 1944, hoặc năm 1940. Cha ông là người Pháp, mẹ là người Italy, hai người đều mất trong cuộc đảo chính Pháp - Nhật năm 1945 tại Hải Phòng. Người vú nuôi của gia đình sau này chính là mẹ nuôi của ông khi đó đã cưu mang ông, đặt tên trong giấy tờ là Trần Hữu Hải. Năm ông 6 tuổi thì được đưa vào Sài Gòn sinh sống cùng bố mẹ nuôi.
Ông mất năm 2000 tại Thành phố Hồ Chí Minh sau hơn một năm chống chọi với bệnh ung thư gan.

## Gia đình
Ông có tất cả ba người vợ và 12 người con. Tại Việt Nam, ông có một người vợ là bà Thùy Dung và người con trai là Robert Tran.

## Các phim tiêu biểu
- Ván bài lật ngửa (1982)
- Mối tình đầu
- Cánh đồng hoang
- Biệt động Sài Gòn
- Những nẻo đường phù sa (1997)
- Mùa nước nổi
- Người đẹp Tây Đô
- Kỳ án ba bông hồng
- Viên ngọc Côn Sơn
- Hòn Đất (1983)
- Đất Phương Nam (1997)